# Gamli gnævadarskáld
Gamli gnævaðarskáld fue un escaldo de Islandia que probablemente vivió en el siglo X, pero Rudolf Simek y Hermann Pálsson consideran esta afirmación como "pura especulación".
Una estrofa y media de un poema sobre el dios Thor en su lucha contra la serpiente Jörmungandr y un fragmento de un poema sobre un rey sin identificar es lo único que ha sobrevivido de su obra y permanece compilado en Skáldskaparmál de Snorri Sturluson.
El significado del apodo de Gamli no se ha aclarado. Pudo componer un poema sobre una persona que se llamara Gnævaðr ("erigirse en alto", "imponente"), aunque Rudolf Simek y Hermann Pálsson sugieren que "Gnævaðar" se puede aplicar a la figura misma de Gamli, por lo que el apodo debería interpretarse como el "escaldo excepcional".